# Creoleon surcoufi
Creoleon surcoufi är en insektsart som först beskrevs av Navás 1912.  Creoleon surcoufi ingår i släktet Creoleon och familjen myrlejonsländor. Inga underarter finns listade i Catalogue of Life.